# Francia Akadémia

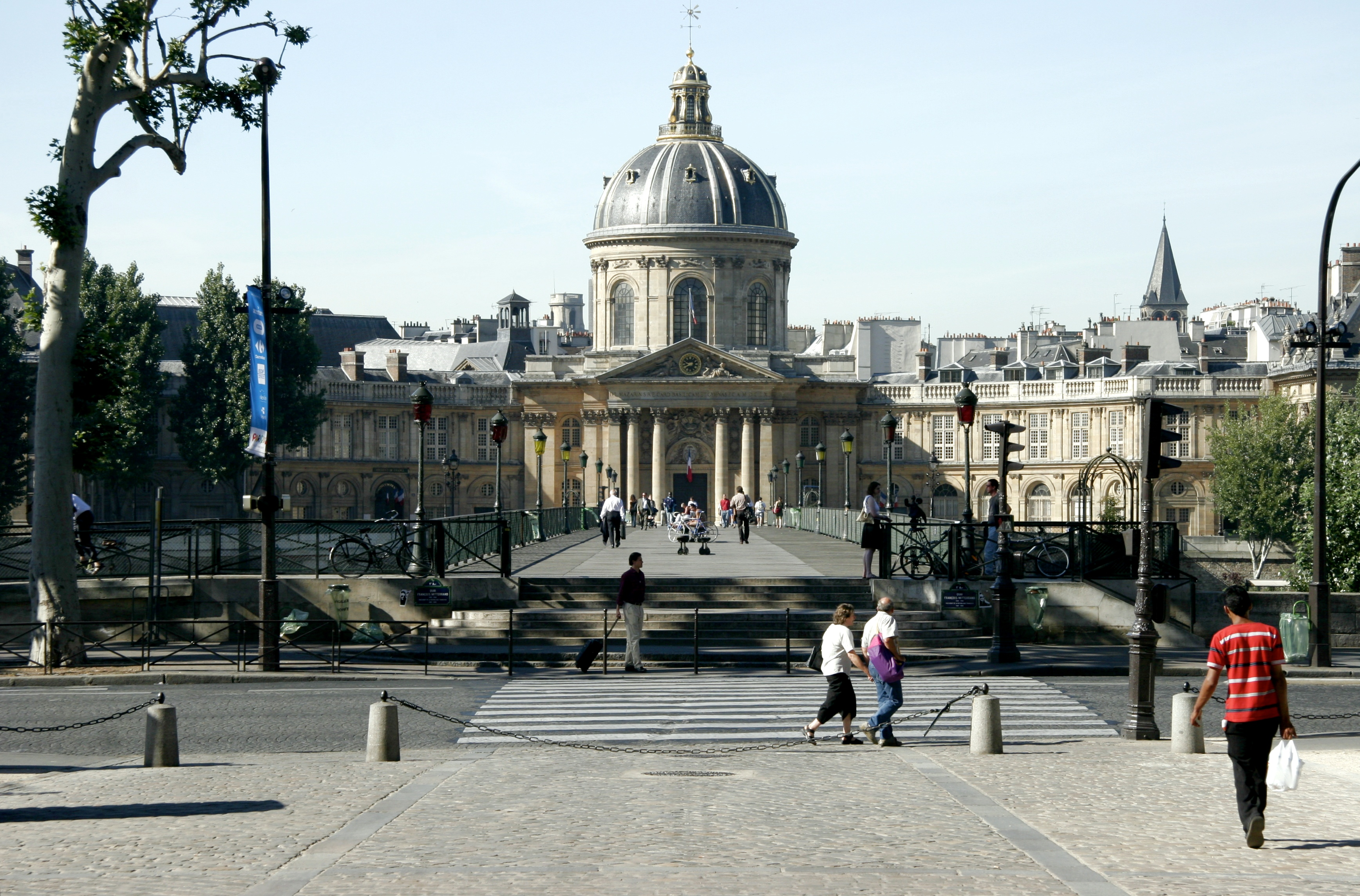
Az Institut de France épülete, a Francia Akadémia központi székháza

A Francia Akadémiát (Académie française) 1635-ben alapította Richelieu bíboros, XIII. Lajos király főminisztere.

## A tagok száma
40 tagja van, a negyven „halhatatlan” (ami arra utal, hogy akadémiai tisztségük halálukig tart). A Francia Akadémiának szigorúan csak negyven tagja lehet, ha egy tag meghal, akkor a többiek eldöntik, hogy a pályázók közül ki a legérdemesebb a megüresedett székre (fauteuil). Az új akadémiai tag mindig székfoglaló beszédet (discours de réception) tart, amelyet a következő napon teljes terjedelmében közöl a Le Monde című napilap.

## Tagjainak feladatai
A Francia Akadémia tagjainak feladata a francia nyelv védelme és a francia kultúra külföldi népszerűsítése és emellett elsődleges feladatuk, hogy dolgozzanak a francia akadémia értelmező szótárán (Dictionnaire de l'Académie française), újabb és újabb kiadásokat közreadva. Az intézmény 1635-ös statútuma már megjelöli ezt a feladatot. Az akadémia értelmező szótárának jelölnie kell a mindenkori nyelvhasználatot, s azt, hogy a szó melyik nyelvi réteghez tartozik, s el kell dönteniük az akadémikusoknak azt is, hogy a szó használata javasolt vagy sem.
A Francia Akadémia tagjai szorgalmasan eleget tettek feladatuknak, folyamatosan kiadták az értelmező szótárakat, amelyekből az első kiadás 1694-ben jelent meg. (Második kiadás 1718, harmadik 1740, negyedik 1762, ötödik 1798, hatodik 1835, hetedik 1878, nyolcadik 1932-1935). Jelenleg a 9. kiadáson dolgoznak, több kötetben jelenik meg 1992 óta.
Charles de Gaulle hatalma megingásáig (1968) óriási tekintélye volt a Francia Akadémiának és a Sorbonne-nak, azonban az idők múlásával ezen intézmények túlságosan merevek és konzervatívak lettek, de az eredeti célt, a francia nyelv ápolását és a francia kultúra terjesztését külföldön továbbra is betöltötték, természetesen sok más intézménnyel együtt, mint az 1886-ban alapított Alliance Française társaság. Utóbbi a francia nyelv és kultúra terjesztését szolgálja mind a mai napig Párizsból kiindulva a világ számos országában, köztük Magyarországon is, többe között francia művészek külföldi országokban való fellépését is támogatja.

## Ünnepi egyenruhájuk
A Francia Akadémia tagjainak ünnepi egyenruhája a zöld–arany hímzésű fekete frakk (habit vert), amit David tervezett 1802-ben. Egyedileg csináltatják, legalább fél évre van szükség az elkészítéséhez. Sokba kerül az új akadémiai tagnak, és emiatt hosszabb idő is eltelik az akadémiai székfoglaló és a beiktatási ceremónia közt. A beiktatáshoz díszkard is szükséges, amelyet az akadémikus barátai vesznek meg.

## Akik nem jutottak be
A Francia Akadémiának tagjai mindig a francia szellemi és közélet kiválóságai, köztük François Sulpice Beudant (1787–1850) geológus, aki 1818-ban több mint fél éven keresztül Magyarország földtani felépítését tanulmányozta és elkészítette országunk egyes vidékeinek földtani térképét. Tagja volt az akadémiának Paul Valéry szimbolista költő, Mallarmé nagy csodálója és követője. Azonban nagyon sok egyébként kiemelkedő személyiség nem jutott be, köztük Molière, Stendhal, Balzac, Gustave Flaubert, Maupassant, Baudelaire, Verlaine, Zola, Albert Camus és mások. Érdekes, hogy Jean-Paul Sartre felvételt nyert az akadémiai tagok közé, de nem fogadta el. Mondhatjuk, Molière némileg kárpótolva lett, hiszen az üléstermet az ő mellszobra díszíti.

## Az akadémikusok címe
Az akadémikusoknak a maître cím jár, de csak megszólításkor, folyamatos társalgásban nem illik újra és újra ezt a címet emlegetni.

## A Francia Akadémia tagjaiból
- Évariste de Parny (1753–1814)
- Augustin Cauchy (1789–1857)
- Ernest Renan (1823–1892)
- Edmond Rostand (1868–1918)
- Anatole France (1844–1924)